# Cộng đồng người hâm mộ

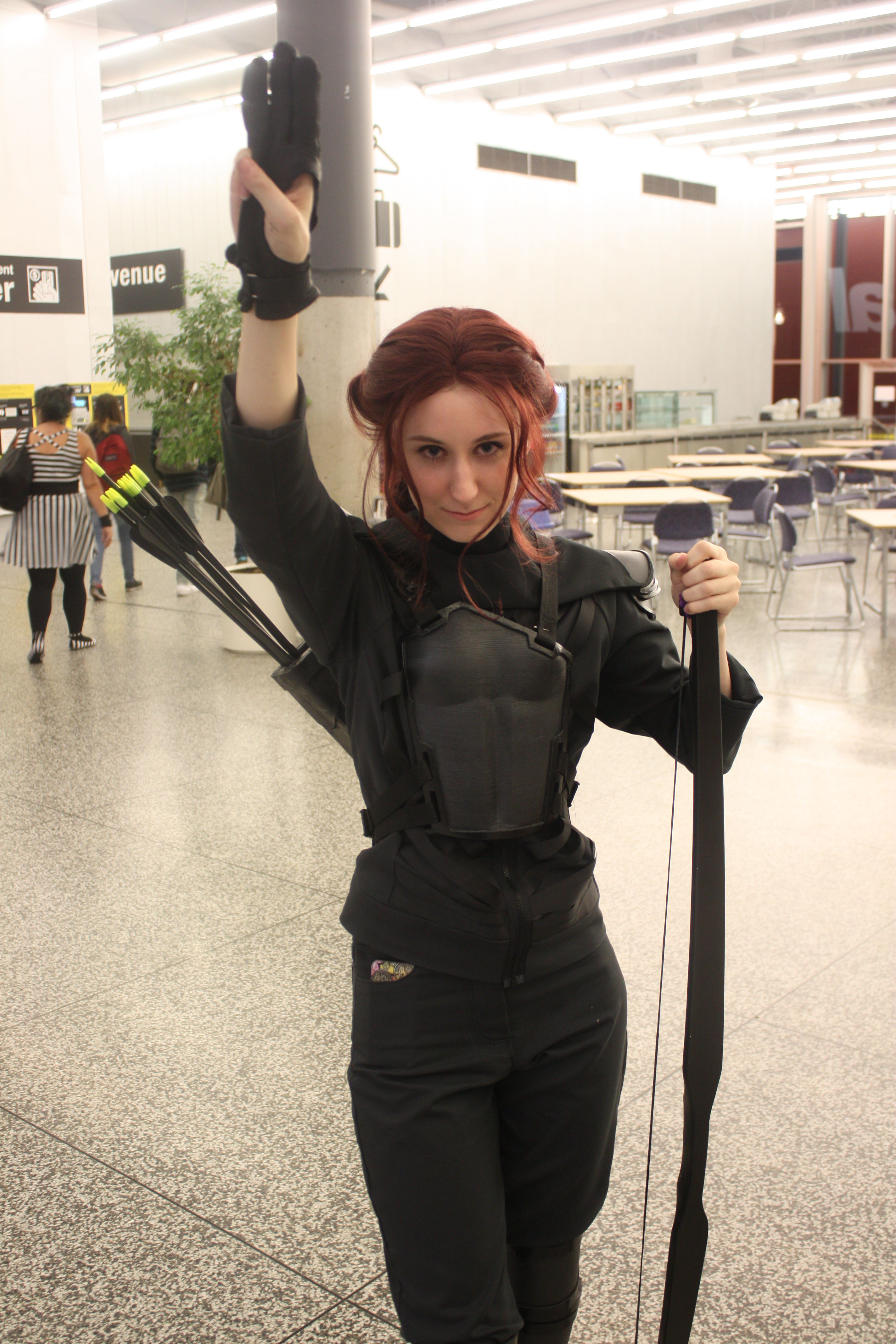
Cosplayer đang hóa trang thành nhân vật Katniss Everdeen trong suốt thời gian diễn ra sự kiện Montreal Comiccon vào tháng 7 năm 2015

Cộng đồng người hâm mộ (tiếng Anh: fanbase), hiểu rộng ra là cả nền văn hóa người hâm mộ (tiếng Anh: fandom), là một tiểu văn hóa bao gồm những fan hâm mộ được đặc trưng bởi sự đồng cảm và cùng chí hướng với nhau mà ở đó họ chia sẻ chung một niềm đam mê. Điển hình là họ quan tâm đến cả tiểu tiết của chủ thể trong cộng đồng của mình cũng như dành một phần quan trọng trong cuộc sống và cả năng lượng, nhiệt huyết cho thú vui của họ, thường là nằm trong cả một mạng lưới xã hội với những hoạt động riêng biệt, giúp phân biệt những người có gia nhập cộng đồng fan hâm mộ với những người chỉ có một thú vui thông thường.
Từ điển của Merriam-Webster (Mỹ) đã truy nguyên cách dùng thuật ngữ "fandom" trong tiếng Anh từ thời xa xưa quãng năm 1903.